# Gnophos aenaria
Gnophos aenaria là một loài bướm đêm trong họ Geometridae.